# Drágfalva

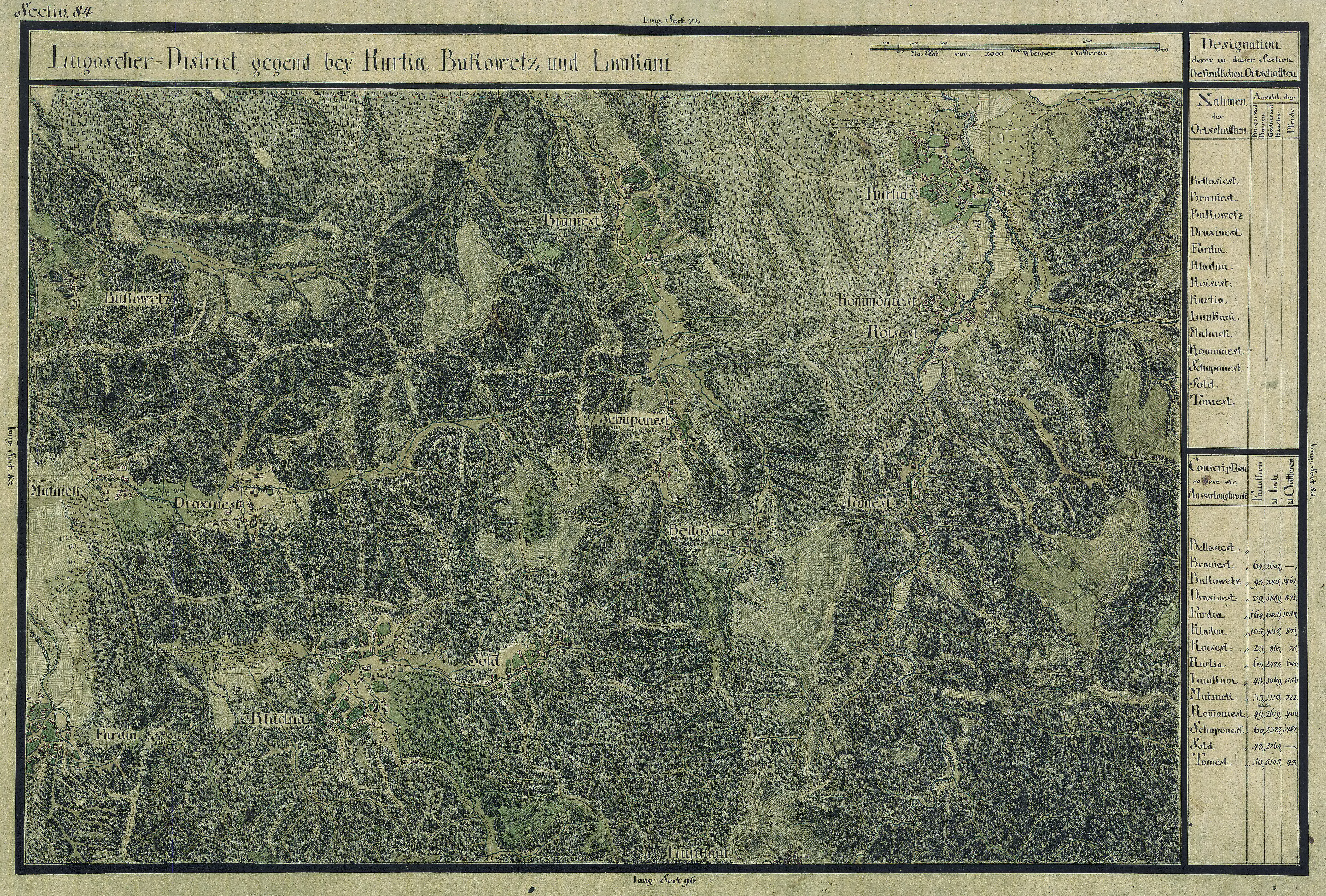
Drágfalva egy régi térképen

Drágfalva románul: Drăgșinești, falu Romániában, a Bánságban, Temes megyében.

## Fekvése
Facsádtól délre fekvő település

## Története
Drágfalva nevét 1453-ban említette először oklevél Drasinfalva néven. 1464-ben Dragzenesth, 1514-1516 között Dragzynesth, 1808-ban Draxinest, Drasinesti, 1913-ban Drágfalva formában volt említve.
1851-ben Fényes Elek írta a településről: „Dragsinyest, Kassó vármegyében, 5 katholikus, 261 óhitű lakossal, anyatemplommal. Földesura a kamara.”
A trianoni békeszerződés előtt Krassó-Szörény vármegye Facsádi járásához tartozott. 1910-ben 287 lakosából 3 magyar, 278 román volt. Ebből 286 görög keleti ortodox volt.